# ヒロタグループホールディングス
ヒロタグループホールディングス株式会社（英: HIROTA GROUP HOLDINGS Co.,Ltd.）は、東京都千代田区に本社を置く投資持株会社。名古屋証券取引所ネクスト市場に上場している。

## 概要
2000年（平成12年）3月7日創業。主な事業は投資育成事業とライフスタイル産業の総合支援事業で、2001年に経営破綻した洋菓子のヒロタの再建スポンサーにもなった。

## 沿革
- 2000年（平成12年）3月7日 - トゥエニーワンレイディ・ドット・コム株式会社として設立。
- 2001年（平成13年）8月 - 株式会社リテイルネットを子会社化。
- 2002年（平成14年）
  - 6月 - 株式会社洋菓子のヒロタを子会社化。トゥエニーワンレイディ株式会社に商号を変更。
  - 12月 - 株式会社ハブを関連会社化。
- 2003年（平成15年）1月 - 21LADY株式会社に商号を変更。
- 2004年（平成16年）10月28日 - 名証セントレックスに株式を上場。
- 2006年（平成18年）
  - 7月 - レストランチェーン経営の株式会社インキュベーションを子会社化。
  - 12月 - 雷門TP株式会社を子会社化。
- 2009年（平成21年）9月 - 株式会社ハブの保有全株式を株式会社一六堂に売却。
- 2010年（平成22年）
  - 3月 - 株式会社イルムスジャパンを子会社化。
  - 3月31日 - 子会社である株式会社インキュベーションの保有全株式を同社社長に譲渡。
- 2012年（平成24年）- 子会社の雷門TP株式会社を吸収合併。
- 2014年（平成26年）- 洋菓子のヒロタ アイススケート部を発足。無良崇人が所属選手となる。
- 2016年（平成28年） - 毎年3月の本決算期に1000株以上を所有している株主に株主優待制度を導入[2]。
- 2018年（平成30年）
  - 6月29日 - 株式会社洋菓子のヒロタが東京都練馬区の和菓子製造販売会社、株式会社あわ家惣兵衛の全株式を取得し子会社化（21LADYとしては孫会社化）[3]。
  - 定時株主総会において委任状争奪戦となり、創業者社長の藤井道子が解任、経営権に異動が生じる。
- 2019年（平成31年）3月29日 - イルムスジャパンを株式会社Cloudへ売却[4]。
- 2020年（令和2年）
  - 9月 - 本社を新宿区西新宿から千代田区内神田へ移転[5]。
  - 10月 - トリアノン洋菓子店（東京都杉並区）の株式を取得し子会社化[6]。
- 2022年（令和4年）4月4日 - 名古屋証券取引所の市場区分見直しにより、名証ネクストへ移行。
- 2023年（令和5年）10月1日 - 商号をヒロタグループホールディングス株式会社に変更[7]。

## 創業者
創業者の藤井道子は京都府出身。1985年に関西学院大学文学部を卒業し、富士通オアシス勤務を経て、大手コンサルティング会社ベンチャー・リンクでFC開発事業を手がけたのち、93年にプラザクリエイトに転職。「カフェ・ド・クリエ」の立ち上げに携わり、98年よりベンチャーキャピタルMVCにて「タリーズコーヒー」の事業展開を推進。2000年3月、21LADY株式会社を設立。広野道子名義の著書に『「フツーのOL」の私が、社長になった理由―成り行き起業のすすめ』『ダイエーを私に売ってください』などがある。

### 委任状争奪戦による創業者社長解任
2018年6月の定時株主総会において、長年の経営不振に対する経営責任を問うた第2位株主のサイアムライジングインベストメント1号合同会社と藤井との間で委任状争奪戦となり、藤井の取締役選任議案が否決、社長の座を追われた。
この結果、サイアムライジングインベストメント1号合同会社の代表社員で社外取締役であった米道利成が21LADY社長に就任した。

## 店舗
- 洋菓子のヒロタ - 東京、千葉、大阪で5店の直営店舗を展開する。以前は兵庫県でも店舗を展開していたが撤退[13]。
- あわ家惣兵衛 - 東京都内（主に練馬区周辺）で直営店舗を展開[14]。
- トリアノン洋菓子店 - 東京都内（高円寺、大久保、三鷹）で洋菓子販売、喫茶店を展開。